# Condado de St. Paul n.º 19
El condado de St. Paul n.º 19 es un distrito municipal canadiense situado en la provincia de Alberta.

## Superficie
St. Paul n.º 19 tiene una superficie de 3280,4 km².

## Demografía
En 2021, tenía 6306 habitantes, una densidad poblacional de 1,9 hab./km², y 3764 viviendas.